# Disneyland Adventures
Disneyland Adventures è un videogioco open world del 2011 sviluppato da Frontier Developments e pubblicato da Xbox Game Studios su Kinect per Xbox 360, con una rimasterizzazione per Xbox One e Microsoft Windows sviluppata da Asobo Studio distribuita nel 2017. Si svolge in una ricreazione del parco Disneyland di Anaheim, in California, intorno al 2011, con giochi a tema al posto di molte delle giostre, mentre i controlli di movimento vengono utilizzati (richiesti nella versione originale) per giocare.
Oltre ai minigiochi basati su varie attrazioni di Disneyland, il gioco consente ai giocatori di scattare foto dei loro avatar al parco e di incontrare e salutare i personaggi. I personaggi appaiono nelle loro proporzioni normali, come se fossero animati, invece di apparire come un personaggio in costume. All'aperto nel parco ci sono personaggi tra cui Topolino, Minni, Paperino, Pippo, Pluto, Paperina e Cip e Ciop. Altri personaggi Disney appaiono all'interno dei minigiochi, come Trilli di Peter Pan come appare nel franchise Disney Fairies e Nemo di Alla ricerca di Nemo.
Microsoft ha successivamente pubblicato una versione rimasterizzata del gioco per Xbox One e Windows 10 sviluppata da Asobo Studio con grafica aggiornata, risoluzione 4K, supporto per il sensore Kinect di Xbox One e la possibilità di giocare con i controlli tradizionali utilizzando un controller wireless Xbox o (solo su Windows) mouse e tastiera. La nuova versione è stata pubblicata il 31 ottobre 2017 con il nome di Disneyland Adventures, rimuovendo il marchio Kinect dal titolo. La versione per Windows è stata resa disponibile per Steam e dischi al dettaglio nel settembre 2018 aggiungendo il supporto per Windows 7, Windows 8 e Windows 8.1 insieme a Windows 10.

## Modalità di gioco
Il mondo aperto del gioco è in gran parte basato su una ricreazione del parco Disneyland di Anaheim intorno al 2011, anche se alcune attrazioni sono state modificate a causa di problemi di licenza.
Il gameplay è una combinazione di minigiochi e stile di gioco open world. I giocatori eseguono obiettivi e compiti per i personaggi per guadagnare valuta Disney. È dotato di gioco cooperativo drop-in, drop-out per due giocatori. I giocatori giocano nei panni di un bambino personalizzabile ospite del parco, che riceve aiuto da un magico biglietto d'oro antropomorfo. Il gioco è controllato utilizzando le funzionalità di rilevamento del movimento e di riconoscimento vocale del sensore Kinect, con la rimasterizzazione del 2017 che utilizza un controller wireless Xbox o un mouse e una tastiera come opzioni.
Con il Kinect, la navigazione del giocatore nel parco viene eseguita sollevando un braccio davanti al giocatore (in testa) e spostando il braccio alzato a sinistra o a destra per girarsi. Quando il giocatore (principale) riceve oggetti da un personaggio (che includono una fotocamera digitale di Topolino, una bacchetta magica di Cenerentola, un blaster laser di Buzz Lightyear, una canna da pesca di Stinky Pete, un megafono di Br'er Fox, un cannocchiale magico di Aladdin e uno spruzzatore d'acqua da Paperino), il giocatore (leader) può alzare un braccio in aria per visualizzare un menu di selezione degli oggetti e abbassare il braccio per effettuare una selezione. Dopo aver selezionato un oggetto, il giocatore (in testa) usa il braccio con l'oggetto a portata di mano per utilizzare tale oggetto e il braccio libero per navigare nel parco.
I giocatori possono parlare con i personaggi, entrare nelle attrazioni o entrare nei negozi di souvenir avvicinandosi a loro fino a quando non appare un cerchio d'oro a terra intorno al personaggio, l'insegna di Disneyland (per le giostre classiche cavalcabili), il portale magico (per le giostre con minigiochi) o il salutatore del negozio (per i negozi), quindi salutare o dire "Ciao!" Quando si parla con uno qualsiasi dei personaggi (ad eccezione di un personaggio guida del parco di nome Karen, che fornisce curiosità su Disneyland), possono assegnare un compito (di solito una missione di recupero) che i giocatori devono svolgere navigando nel parco o giocando alle attrazioni del minigioco. I giocatori possono anche abbracciarsi, battere il cinque (o stringere la mano a seconda del personaggio), ballare, ricevere autografi o scattare foto con i personaggi, sempre tramite gesti di movimento o messaggi vocali (ad esempio, per ballare, i giocatori possono inchinarsi o dire "Balliamo?" per attivare un filmato di ballo con il personaggio). Tuttavia, gli autografi possono essere firmati solo se i giocatori hanno i libri di autografi corrispondenti e le fotografie possono essere scattate solo dopo che i giocatori ricevono l'oggetto della fotocamera e i corrispondenti album fotografici istantanei. Inoltre, il personaggio di New Orleans Square, Fortune Red, una macchina per indovini, può solo dare o aiutare i giocatori con i compiti, o scattare una fotografia con loro. Oltre ai personaggi, alle attrazioni e ai negozi, i giocatori possono trovare luoghi per dirigere musica con bande del parco e Audio-Animatronics, ma solo dopo aver ricevuto un testimone da Naveen.
La rappresentazione del parco nel gioco contiene numerosi segreti che i giocatori devono scoprire. Tra gli altri segreti, i giocatori potevano usare i loro oggetti per trovare bidoni della spazzatura, tombini, luci, piante e Topolini nascosti. Le attrazioni su licenza come Star Tours – The Adventures Continue e Indiana Jones Adventure non appaiono e hanno le loro facciate spogliate di qualsiasi riferimento esplicito ai loro franchise omonimi, poiché i due franchise erano di proprietà della Lucasfilm all'epoca. La Disney ha successivamente acquisito entrambi i franchise di Star Wars e Indiana Jones attraverso l'acquisto di Lucasfilm nel 2012.  Anche Roger Rabbit's Car Toon Spin e Tarzan's Treehouse sono stati omessi, poiché Roger Rabbit è di proprietà della Disney e della Amblin Entertainment di Steven Spielberg, mentre Tarzan rimane di proprietà della tenuta di Edgar Rice Burroughs. Tra i personaggi che si possono incontrare, Black Barty funge da sostituto in-game del Capitano Jack Sparrow del franchise Pirati dei Caraibi, apparendo in New Orleans Square e nei minigiochi basati sull'attrazione. Inoltre, tutte le menzioni di sponsor aziendali (come Dole, la cui Dole Whip è venduta ad Adventureland) sono omesse.

## Accoglienza
| Testata                            | Versione | Giudizio |
| ---------------------------------- | -------- | -------- |
| GameRankings (media al 09-12-2019) | X360     | 71,77%   |
| GameRankings (media al 09-12-2019) | XONE     | 64,29%   |
| Metacritic (media al 22-04-2024)   | X360     | 73/100   |
| Metacritic (media al 22-04-2024)   | XONE     | 67/100   |

Disneyland Adventures ha ricevuto un punteggio medio del 71,77% su GameRankings, basato su un totale di 22 recensioni, e una media di 73/100 su Metacritic, sulla base di un totale di 33 recensioni. Il remaster di Disneyland Adventures per Xbox One ha ricevuto una media del 64,29% su GameRankings, sulla base di un totale di 7 recensioni, e una media di 67/100 su Metacritic, sulla base di un totale di 9 recensioni con il remaster criticato per una serie di problemi tecnici e non introducendo nuovi contenuti dalla versione originale oltre agli schemi di controllo aggiuntivi e alla grafica migliorata.
Durante la quindicesima edizione degli Interactive Achievement Awards, l'Academy of Interactive Arts & Sciences ha nominato Disneyland Adventures come "Gioco per famiglie dell'anno".